# Шоази ан Бри
Шоази ан Бри (фр. Choisy-en-Brie) насеље је и општина у Француској у региону Париски регион, у департману Сена и Марна која припада префектури Провен.
По подацима из 2011. године у општини је живело 1356 становника, а густина насељености је износила 46 становника/km². Општина се простире на површини од 25,03 km². Налази се на средњој надморској висини од 140 метара (максималној 156 m, а минималној 135 m).

## Демографија
| 1962. | 1968. | 1975. | 1982. | 1990. | 1999. | 2011. |
| ----- | ----- | ----- | ----- | ----- | ----- | ----- |
| 769   | 772   | 814   | 877   | 1.049 | 1.152 | 1.356 |

График промене броја становника у току последњих година